# Aporodesmus medjicolens
Aporodesmus medjicolens är en mångfotingart som beskrevs av Chamberlin 1927. Aporodesmus medjicolens ingår i släktet Aporodesmus och familjen Cryptodesmidae. Inga underarter finns listade i Catalogue of Life.